# Ангел или демон (телесериал, Испания)
«А́нгел и́ли де́мон» (исп. Ángel o demonio) — испанский мистический телесериал производства Plural Entertainment, транслировавшийся в 2011 году на телеканале Telecinco.
Премьера телесериала на испанском телевидении состоялась 1 февраля 2011 года.

## История
Трансляция первого сезона началась 1 февраля 2011 года на телеканале Telecinco. Через три дня (4 февраля), количество зрителей составило 3,3 млн человек (15,9 % от общей аудитории). Планировалось выпустить два сезона по 13 серий в каждом, но в финале количество эпизодов второго сезона сократили до девяти.
По решению руководства телеканала Telecinco, показ второго сезона начался сразу после окончания первого (первый сезон закончился 10 мая 2011, второй стартовал через неделю — 17 мая).

## Сюжет
Телесериал повествует о судьбе Валерии, которая однажды после бегства из дома, узнаёт, что она Малак — чистая душой, ангел. Теперь с помощью Натаэля, своего наставника, она должна бороться против демонов, «падших ангелов», которые хотят обратить её на свою сторону.
Каждая серия представляет собой историю жизни какого-либо человека, которому Валерия должна помочь, в чём ей помогает книга, страницы которой пустые и заполняются только чтобы дать ей новое задание.
Одной из сюжетных линий являются взаимоотношения с Дамианом — падшим ангелом, демоном.

## В ролях
| Актёр            | Роль |
| ---------------- | --- |
| Аура Гарридо     | Валерия Девушка с чистой душой, главная героиня телесериала. В первых сериях, после неудачного покушения на неё и её семью демонов — падших ангелов, узнаёт от Натаэля, что она «малак» — не определившийся между светом и тьмой ангел.(исп. Valeria)                  |
| Мару Валдивельсо | Лайя Мать Валерии |
| Хайме Олиас      | Дамиан Падший ангел, который разрывается между сильными светлыми чувствами к Валерии и своим бессмертием, бывший парень Миранды (2 серия первого сезона) В итоге искупит все свои грехи и станет ангелом. (исп. Damián)                                                |
| Ману Фуллола     | Натаэль Ангел, наставник Валерии. Бывший возлюбленный Алексии. (исп. Natael) |
| Кармен Санчес    | Дуна Отрицательный персонаж сериала. Девочка, главарь демонов, во втором сезоне власть переходит к Алексии, другому демону. (исп. Duna) |
| Карла Ньето      | Ирис Отрицательный персонаж сериала. Первый демон, которую встречает Валерия, и самая слабая из них. (исп. Iris) |
| Мар Саура        | Алексия Отрицательный персонаж сериала, притворяется матерью Дуны. Демон, которая была когда-то связана с Натаэлем, но после «падения» стала его врагом, хотя и сохраняет к нему какие-то чувства. Во-втором сезоне сериала - главный противник Валерии. (исп. Alexia) |
| Хорхе Сукет      | Грасиэль Отрицательный персонаж сериала, слуга Дуны, притворяется её отцом. (исп. Graziel) |
| Марта Торне      | Маргот Девушка, которая во второй раз пережила горе - родила больную дочь, обречённую на смерть. Ирис и Дамиан убедили мужа Марго подменить больную девочку подкидышем. (исп. Margot)                                                                                  |
| Марина Салас     | Лусия Глухонемая девушка, дрессировщица дельфинов. Убита, во время тренировки, одним из дельфинов, которого заставила напасть Алексия. (исп. Lucía) |

## Список серий телесериала
| Сезон | Сезон | Серия | Дата выхода в эфир | Дата последней серии | Средняя аудитория | Средняя аудитория | Средняя аудитория |
| Сезон | Сезон | Серия | Дата выхода в эфир | Дата последней серии | Зрители           | Доля в процентах  |                   |
| ----- | ----- | ----- | ------------------ | -------------------- | ----------------- | ----------------- | ----------------- |
|       | 1     | 13    | 1 февраля 2011     | 10 мая 2011          | 2 282 000         | 12,1 %            |                   |
|       | 2     | 9     | 17 мая 2011        | 13 июля 2011         | 1 325 000         | 9,5 %             |                   |

### Первый сезон
| Номер серии | Название серии          | Дата выхода в эфир |
| ----------- | ----------------------- | ------------------ |
| 1           | Malak                   | 1 февраля 2011     |
| 2           | El demonio de los celos | 8 февраля 2011     |
| 3           | Tras la muerte te amaré | 15 февраля 2011    |
| 4           | La prueba de fuego      | 22 февраля 2011    |
| 5           | Véndeme tu alma         | 1 марта 2011       |
| 6           | Lazos familiares        | 8 марта 2011       |
| 7           | Juegos de niños         | 15 марта 2011      |
| 8           | Buena racha             | 22 марта 2011      |
| 9           | Cuentas pendientes      | 29 марта 2011      |
| 10          | Noche sin luna          | 5 апреля 2011      |
| 11          | Una vida por otra       | 19 апреля 2011     |
| 12          | La muerte dulce         | 3 мая 2011         |
| 13          | Para la eternidad       | 10 мая 2011        |

### Второй сезон
| Номер серии | Название серии                        | Дата выхода в эфир |
| ----------- | ------------------------------------- | ------------------ |
| 1           | Tus amigos siempre cerca              | 17 мая 2011        |
| 2           | Secuestrada                           | 24 мая 2011        |
| 3           | Eterna juventud                       | 31 мая 2011        |
| 4           | ¿Quién puede hacer llorar a un ángel? | 7 июня 2011        |
| 5           | Ojo por ojo                           | 14 июня 2011       |
| 6           | Las flores del mal                    | 21 июня 2011       |
| 7           | De padres e hijos                     | 28 июня 2011       |
| 8           | Inocente o culpable                   | 5 июля 2011        |
| 9           | Más allá del fin de los tiempos       | 13 июля 2011       |

## Награды и номинации
- Must! Awards
  - Номинация «Лучший испанский телесериал 2011 года»[4]
  - Номинация «Лучшая женская роль» (2011) (Аура Гарридо)[5]
  - Приз за лучшую женскую роль (Карла Ньето)[6]

## Российская адаптация
14 декабря компания «Амедиа» под тем же названием начала съёмки российской адаптации телесериала, премьера которого состоялась 5 апреля 2013 года на телеканале СТС.